# Dostonbek Tursunov
Dostonbek Tursunov (født 13. juni 1995) er en uzbekistansk fodboldspiller. Han er medlem af Usbekistans fodboldlandshold.
Han har spillet 5 landskampe for Usbekistan.